# بيحان (ذمار)
بيحان هي إحدى قرى الجمهورية اليمنية. تتبع جغرافيا لمحافظة ذمار وإداريًا لمديرية ضوران انس. يبلغ تعداد سكانها 1261 نسمة حسب الإحصاء الذي أجري عام 2004.